# Katastrofa kolejowa na stacji Warszawa Włochy
Katastrofa kolejowa na stacji Warszawa Włochy – katastrofa, która wydarzyła się 3 września 1987 roku około godziny 15.30 na odcinku linii Warszawa Zachodnia – Pruszków. 

## Historia
Przyczyną katastrofy było najechanie pociągu osobowego relacji Warszawa Wschodnia – Grodzisk Mazowiecki na pociąg osobowy relacji Siedlce – Sochaczew. W wyniku katastrofy poniosło śmierć 8 osób, a kilkadziesiąt odniosło obrażenia. 
2,5 godziny przed katastrofą doszło do katastrofy tramwajowej na Woli, w której śmierć poniosło 7 osób, a 73 odniosło rany. 4 września ogłoszono w Warszawie dniem żałoby; były nieczynne teatry, kina i lokale rozrywkowe. Mieszkańcy miasta zgłaszali się do punktów krwiodawstwa, aby oddać krew. Dzień 3 września 1987 roku jest określany jako „Czarny czwartek” warszawskiej komunikacji miejskiej.